# Pałac w Nakle
Pałac w Nakle – zabytkowy pałac w Nakle, w powiecie częstochowskim. 
Obiekt został wybudowany w latach 1770-1780. Obiekt jest częścią zespołu pałacowego, w skład którego wchodzą jeszcze park z XVIII oraz brama z XVIII/XIX w.

## Historia
W drugiej połowie XVIII stulecia właścicielami miasteczka byli Młodzianowscy. Dzięki ożenkowi z Marcyanną Młodzianowską wkrótce dziedzicem tutejszych dóbr został hrabia Kajetan Bystrzanowski. W latach 1770–1780 postawił on w Nakle okazały pałac w stylu barokowo- klasycystycznym. Autorem projektu był znany architekt Jan Ferdynand Nax. Po śmierci Kajetana pałac odziedziczył syn hrabiego, Józef Bystrzanowski. Około 1839 roku majątek przejął Michał Zbijewski, żonaty z córką Bystrzanowskiego, Teresą. Kolejnym właścicielem był ich syn, Jan Zbijewski. Zbijewscy przebudowali pałac w 2 poł. XIX wieku. Z początkiem XX wieku Jan Zbijewski sprzedał pałac i dobra Anglikowi hrabiemu Mohl. Po jego śmierci w 1911 roku majątek nabyli bracia Borkowscy, ale po kilku latach odsprzedali go Michałowi hr. Komorowskiemu, wnukowi Michała Zbijewskiego. Rodzina Komorowskich zarządzała majątkiem do zakończenia wojny.
Po II wojnie światowej majątek wraz z pałacem znacjonalizowano i przekazano technikum rolniczemu, a później ulokowano w nim dom dziecka. Do rąk prywatnych powrócił po 1989 roku. Od 2002 roku właścicielami obiektu (trzecimi od 1989 roku) są Marzenna i Kehrt Reyherowie, którzy prowadzą jego remont. Obecnie mieści się w nim hotel.

## Architektura
Pałac w Nakle to dziewięcioosiowy budynek na rzucie prostokąta, trójkondygnacyjny, przykryty dachem mansardowym z lukarnami. Pośrodku frontowej elewacji znajduje się trójosiowy ryzalit z tympanonem, w którego polu umieszczono herby  Bystrzanowskich – Starykoń (po lewej) i Młodzianowskich – Dąbrowa (po prawej).

## Park
Pałac otacza geometryczny park z XVIII wieku, w którym znajdują się pomnikowe okazy drzew: lipy drobnolistnej, buka zwyczajnego i derenia jadalnego. Powierzchnia parku wynosi 8,8 ha. Jest on położony na terenie lekko sfalowanym z nieznacznym spadkiem w kierunku północnym i ma kształt zbliżony do prostokąta. Największe obszary pokryte zwartymi grupami drzew znajdują się w centralnej i południowo-wschodniej części parku.
Droga znajdująca się na wschód od pałacu obsadzona jest kasztanowcami, a droga zachodnia – lipami. Na obszarze parku występuje kilkanaście gatunków drzew i krzewów. Od strony wjazdu park ogrodzony jest ceglanym murem.

## Rządcówka
Kilkadziesiąt metrów od pałacu w kierunku wschodnim położony jest budynek rządcówki. Wybudowana została na przełomie XVIII i XIX stulecia. Ściany zbudowane są z kamienia wapiennego i wypalanej cegły. Dach pokryty jest dachówką, która jest zniszczona w bardzo wielu miejscach. Do jednego z wejść prowadzą wysokie schody z metalową balustradą.

## Galeria

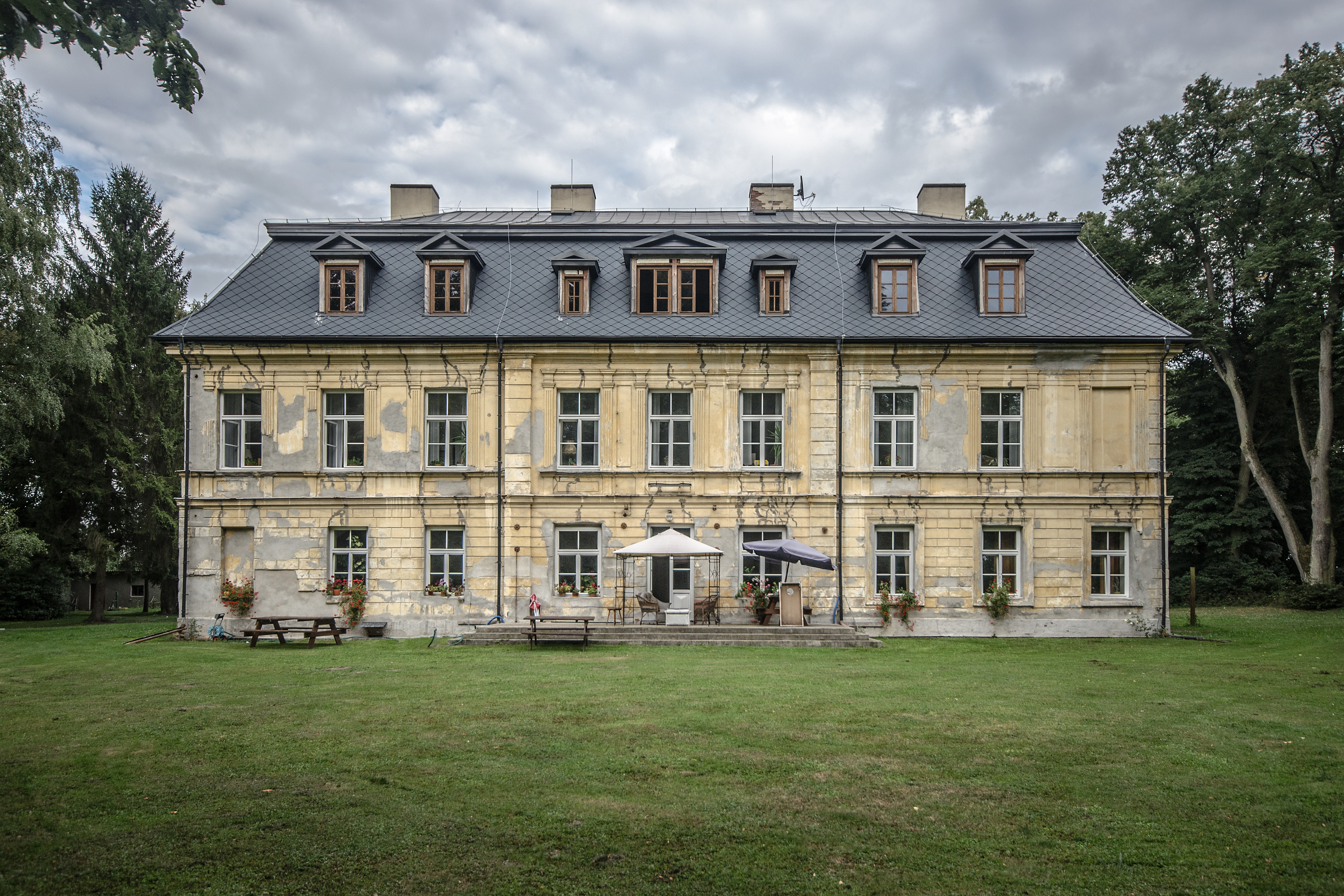
Tył pałacu
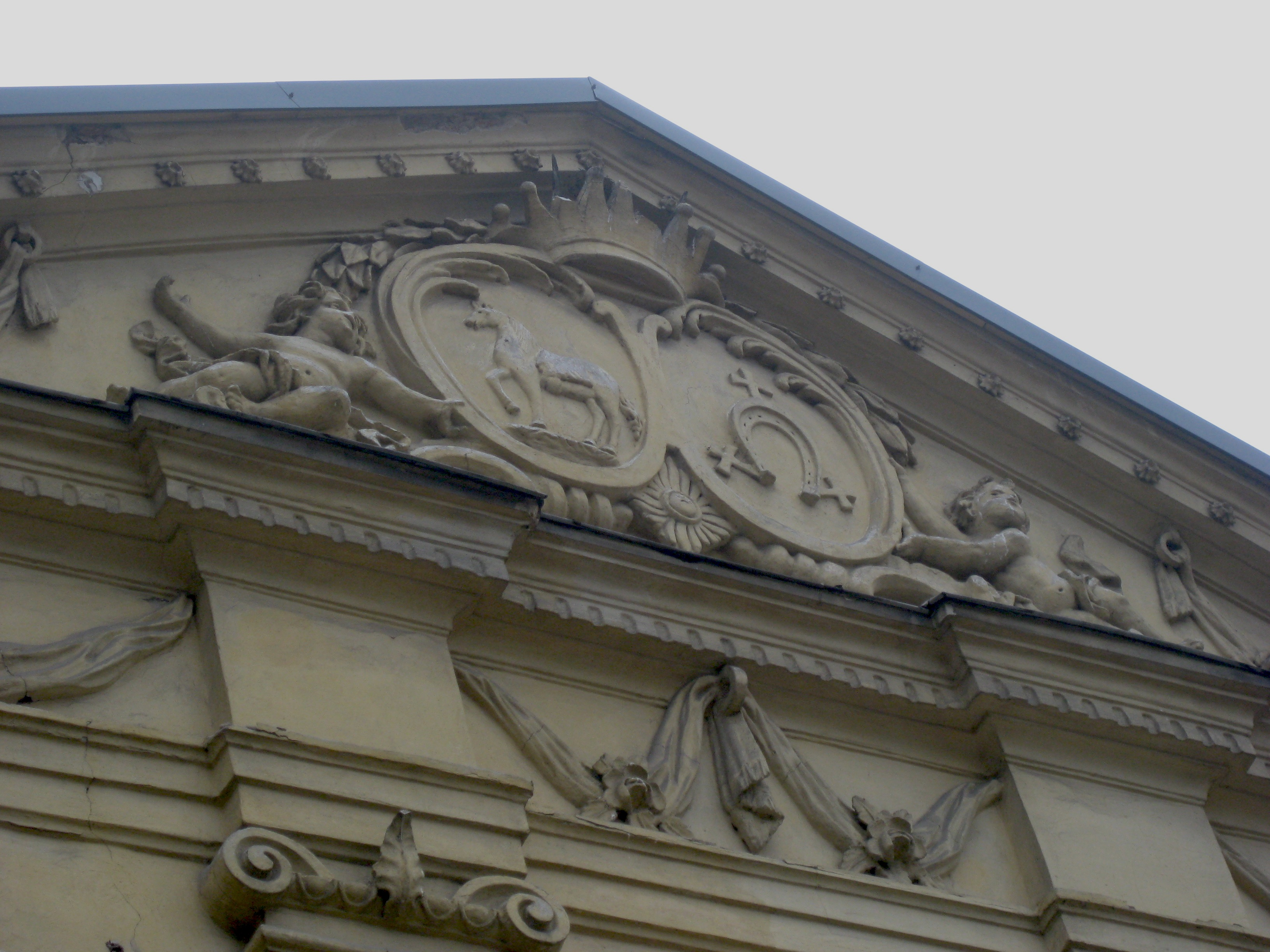
Kartusz z herbami Bystrzanowskich i Młodzianowskich
Herb Starykoń Bystrzanowskich
Herb Dąbrowa Młodzianowskich
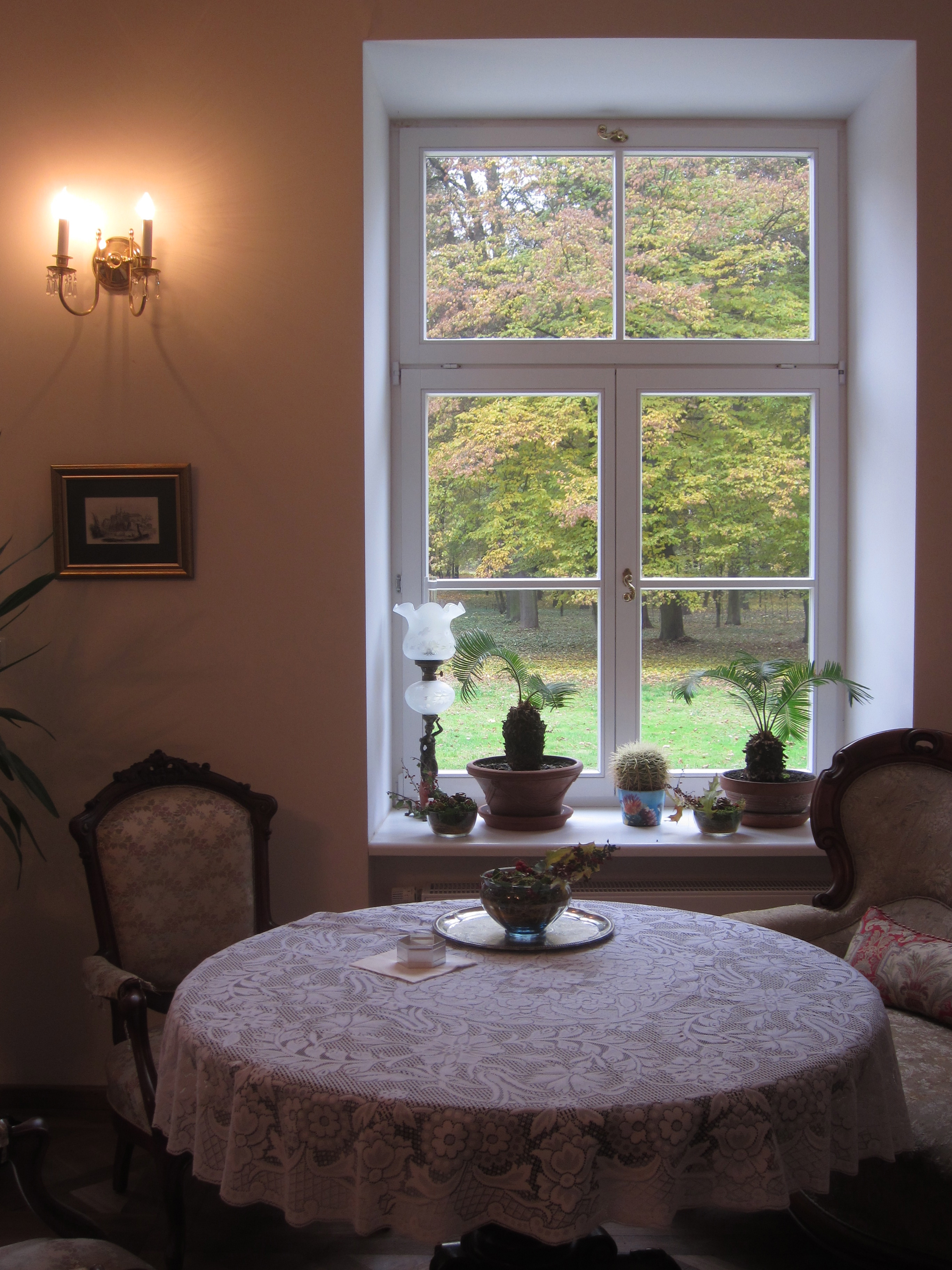
Główny salon na parterze
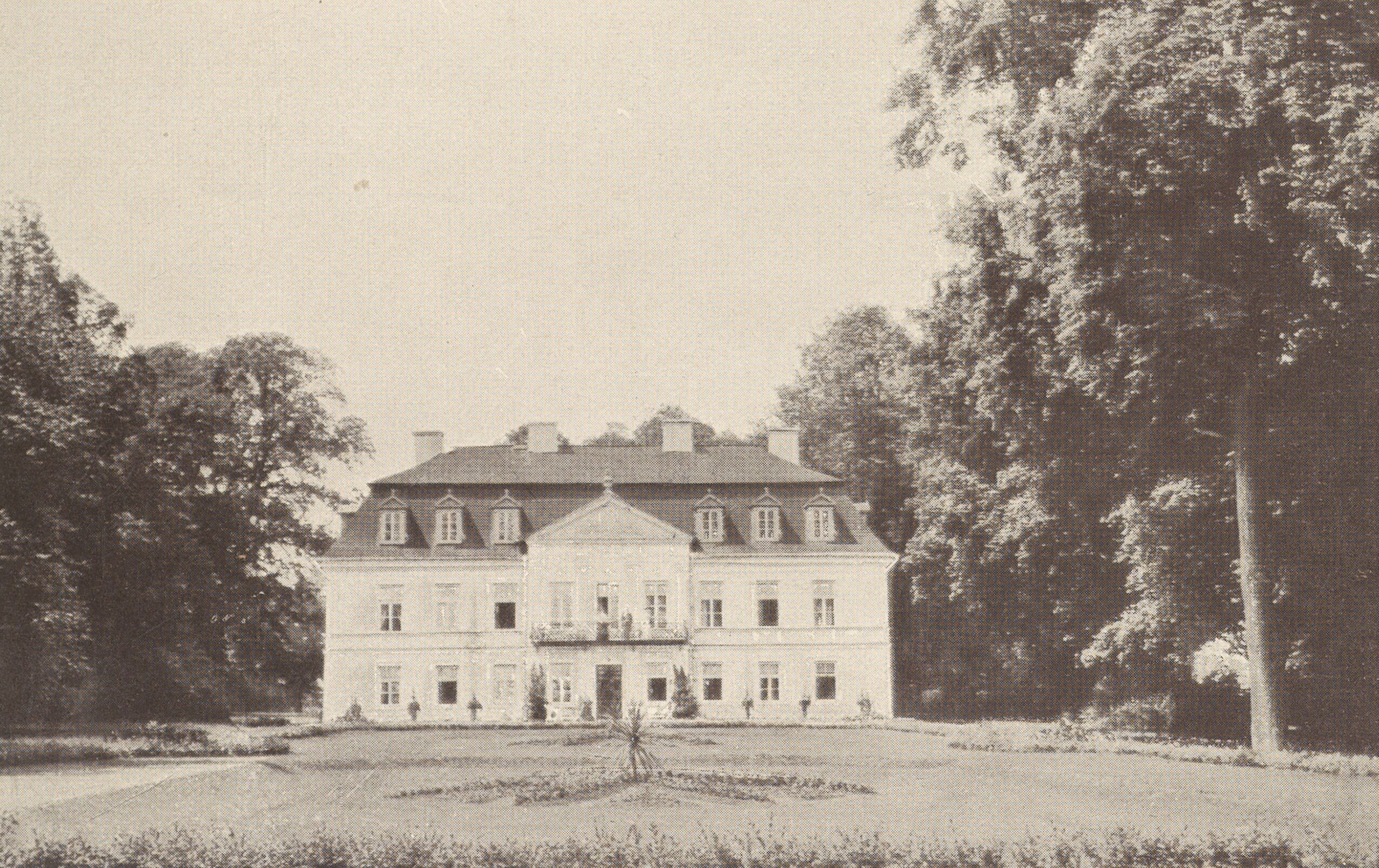
Pałac przed 1911